# 西湖镇 (乌苏市)
西湖镇，是中华人民共和国新疆维吾尔自治区塔城地区乌苏市下辖的一个乡镇级行政单位。

## 行政区划
西湖镇下辖以下地区：
一家地村、马场湖村、大庄子村、巴扎街村、柳墩村、饶家庄子村、大湾村、大泉村和西湖村。